# سیریل کورتین
سیریل کورتین (انگلیسی: Cyrille Courtin؛ زادهٔ ۱۰ نوامبر ۱۹۷۱) بازیکن فوتبال اهل فرانسه است.